# Yuko Emoto
Yuko Emoto, född den 23 december 1972 i Asahikawa, Japan, är en japansk judoutövare.
Hon tog OS-guld i damernas halv mellanvikt i samband med de olympiska judotävlingarna 1996 i Atlanta.